# Kazushi Sakuraba
Kazushi Sakuraba (桜庭 和志, Sakuraba Kazushi, Katagami, 14 juli 1969) is een Japans MMA-vechter en professioneel worstelaar.
Hij is een van de pioniers van het vroege mixed martial arts. Hij nam deel aan UFC Japan en won het zwaargewicht-toernooi in 1997, maar zijn grote doorbraak kwam echter in Pride. Daar werd hij bekend onder de bijnaam  "The Gracie Hunter" doordat hij vier leden van de befaamde Gracie-familie, de grondleggers van Braziliaans jiujitsu, heeft verslagen: Royler, Royce, Renzo en Ryan. Vooral het gevecht tegen Royce Gracie was opmerkelijk, deze duurde negentig minuten. Ook won hij van MMA-kampioenen als Carlos Newton, Vitor Belfort, Quinton Jackson, Kevin Randleman en Ken Shamrock. Sakuraba was een van de grootste sterren van Pride, ondanks dat hij nooit een titel won. Hij verliet Pride in 2006 voor K-1 Hero's.
Sakuraba heeft in 2018 de submission wrestling-organisatie Quintet opgericht, waar hij sindsdien ook zelf aan deelneemt.